# 哈特穆特·尼克尔
哈特穆特·尼克尔（德語：Hartmut Nickel，1944年11月16日—2019年6月27日），德国冰球运动员，曾效力于SC Dynamo Berlin。他代表东德国家冰球队参加了1968年格勒诺布尔冬季奥运会冰球比赛。